# باسكال فنسنت
باسكال فنسنت هو لاعب هوكي الجليد كندي، ولد في 22 سبتمبر 1971 في لافال في كندا.

## وصلات خارجية
- باسكال فنسنت على موقع EliteProspects.com (الإنجليزية)
- باسكال فنسنت على موقع HockeyDB.com (الإنجليزية)